# Championnats du monde de x-trial 2011
Navigation
2010 2012
Les championnats du monde de x-trial 2011 sont une compétition internationale de sport motocycliste sous l'égide de la Fédération internationale de motocyclisme (FIM). Les championnats se déroulent en six manches entre novembre 2010 et mars 2011 et ils sont remportés par l'espagnol Toni Bou.
Le trial est une discipline sportive qui consiste à franchir des obstacles à moto. Par extension, le terme trial désigne la discipline sur parcours en extérieur avec obstacles naturels tandis que le terme x-trial se réfère aux parcours en intérieur avec obstacles artificiels.

## Calendrier
| #         | Lieu      | Date             |
| --------- | --------- | ---------------- |
| 1re étape | Gênes     | 27 novembre 2010 |
| 2e étape  | Marseille | 22 janvier 2011  |
| 3e étape  | Barcelone | 6 février 2011   |
| 4e étape  | Genève    | 12 février 2011  |
| 5e étape  | Madrid    | 12 mars 2011     |
| 6e étape  |           | 19 mars 2011     |

## Pilotes
Douze trialistes gagnent des points à ces championnats du monde : Toni Bou, Adam Raga, Albert Cabestany, Jeroni Fajardo, Takahisa Fujinami, Michael Brown, Jack Challoner, James Dabill, Loris Gubian, Matteo Grattarola, Alfredo Gomez, Francesco Iolitta.

## Résultats
À chaque manche les neuf meilleurs remportent des points. L'espagnol Toni Bou devient champion du monde avec un total de 120 points soit six victoires en six étapes.

### Podium par manche
| #         | Lieu      | Premier (20 points) | Deuxième (15 points) | Troisième (12 points) |
| --------- | --------- | ------------------- | -------------------- | --------------------- |
| 1re étape | Gênes     | Toni Bou            | Albert Cabestany     | Adam Raga             |
| 2e étape  | Marseille | Toni Bou            | Adam Raga            | Albert Cabestany      |
| 3e étape  | Barcelone | Toni Bou            | Albert Cabestany     | Adam Raga             |
| 4e étape  | Genève    | Toni Bou            | Albert Cabestany     | Jeroni Fajardo        |
| 5e étape  | Madrid    | Toni Bou            | Adam Raga            | Albert Cabestany      |
| 6e étape  |           | Toni Bou            | Jeroni Fajardo       | Adam Raga             |

### Classement général
| #  | Pilote            | Points |
| -- | ----------------- | ------ |
| 1  | Toni Bou          | 120    |
| 2  | Albert Cabestany  | 75     |
| 3  | Adam Raga         | 75     |
| 4  | Jeroni Fajardo    | 60     |
| 5  | Takahisa Fujinami | 34     |
| 6  | Jack Challoner    | 24     |
| 7  | James Dabill      | 22     |
| 8  | Michael Brown     | 19     |
| 9  | Loris Gubian      | 5      |
| 10 | Matteo Grattarola | 2      |
| 11 | Alfredo Gomez     | 1      |
| 11 | Francesco Iolitta | 1      |